# Medalla de oro de la Reina a la poesía
La Medalla de oro de la Reina a la poesía (en idioma inglés Queen's Gold Medal for Poetry) se otorga por un libro de versos publicado en cualquiera de los reinos de la Commonwealth. Originalmente, el premio fue abierta sólo a los súbditos británicos que vivían en el Reino Unido, pero en 1985 el alcance fue ampliado para incluir a personas del resto de los reinos de la Commonwealth. Recomendaciones a la reina para la concesión de la medalla se hacen por un comité de eminentes estudiosos y autores presidido por el poeta laureado. En los últimos tiempos, el premio ha sido anunciado en la fecha tradicional del cumpleaños de William Shakespeare, el 23 de abril. Pero Don Paterson fue galardonado con la medalla de oro de la Reina a la Poesía junto a los honores del año nuevo de 2010.
La medalla de oro a la Poesía fue instituida por el rey Jorge V en 1933, a propuesta de la Real Corte británica por el laureado poeta Dr. John Masefield.
El anverso de la medalla lleva la efigie coronada de la reina. La idea plasmada al reverso, que fue diseñado por el fallecido Edmund Dulac, es: "La verdad que emerge de su bien y sosteniendo en su mano derecha la llama divina de la inspiración - La belleza es la verdad y la verdad la belleza". La última parte de esta descripción es una cita del poema de John Keats Oda a una urna griega.

## Los ganadores
- 2011: Jo Shapcott[2]
- 2010: Don Paterson
- 2007: James Fenton
- 2006: Fleur Adcock
- 2004: Hugo Williams
- 2003: U. A. Fanthorpe
- 2002: Peter Porter
- 2001: Michael Longley
- 2000: Edwin Morgan
- 1998: Les Murray
- 1996: Peter Redgrove
- 1992: Kathleen Raine
- 1991: Judith Wright
- 1990: Sorley Maclean
- 1989: Allen Curnow
- 1988: Derek Walcott
- 1986: Norman MacCaig
- 1981: D. J. Enright
- 1977: Norman Nicholson
- 1974: Ted Hughes
- 1973: John Heath-Stubbs
- 1971: Stephen Spender
- 1970: Roy Fuller
- 1969: Stevie Smith
- 1968: Robert Graves
- 1967: Charles Causley
- 1965: Philip Larkin
- 1964: R. S. Thomas
- 1963: William Plomer
- 1962: Christopher Fry
- 1960: John Betjeman
- 1959: Frances Cornford
- 1957: Siegfried Sassoon
- 1956: Edmund Blunden
- 1955: Ruth Pitter
- 1954: Ralph Hodgson
- 1953: Arthur Waley
- 1952: Andrew Young
- 1940: Michael Thwaites
- 1937: W. H. Auden
- 1934: Laurence Whistler